# Élections générales ontariennes de 1975
L'élection générale ontarienne de 1975 se déroule le 18 septembre 1975 afin d'élire les 125 députés de la 30e législature à l'Assemblée législative de l'Ontario (Canada). Il s'agit de la 30e élection générale depuis la confédération canadienne de 1867.
Le Parti progressiste-conservateur de l'Ontario, dirigé par Bill Davis, remporte un neuvième mandat consécutif avec le slogan « Votre avenir. Votre choix. ». Toutefois, il perd sa majorité à l'Assemblée législative pour la première fois depuis l'élection générale de 1945 ; il remporte 27 sièges de moins qu'il n'avait obtenu lors de l'élection précédente.
Le Nouveau Parti démocratique de l'Ontario (social-démocrate), dirigé par Stephen Lewis, double sa représentation à l'Assemblée législative et devient l'Opposition officielle après une campagne qui mettait l'emphase sur le contrôle des loyers avec des histoires d'horreur sur des mauvais propriétaires et des augmentations de loyer exorbitants. La campagne oblige les tories de Davis à promettre de contrôler les loyers peu avant le scrutin.
Le Parti libéral de l'Ontario, dirigé par Robert Nixon, remporte 15 sièges additionnels, mais perd son statut d'Opposition officielle au profit du NPD. Un membre du caucus est élu sous la bannière libérale-travailliste.

## Résultats

### Résultats par parti politique
| Parti | Parti                                  | Chef                                   | Candidats | Sièges | Sièges | Sièges | Voix      | Voix    | Voix |
| Parti | Parti                                  | Chef                                   | Candidats | 1971   | Élus   | +/-    | Nb        | %       | +/-  |
| ----- | -------------------------------------- | -------------------------------------- | --------- | ------ | ------ | ------ | --------- | ------- | ---- |
|       | Progressiste-conservateur              | Bill Davis                             | 125       | 78     | 51     | -27    | 1 192 592 | 36,07 % | -8,4 |
|       | NPD                                    | Stephen Lewis                          | 125       | 19     | 38     | +19    | 956 904   | 28,94 % | +1,8 |
|       | Libéral                                | Robert Nixon                           | 123       | 20     | 35     | +15    | 1 125 615 | 34,04 % |      |
|       | Libéral-travailliste                   | Robert Nixon                           | 2         | -      | 1      | +1     | 9 066     | 0,27 %  |      |
|       | Communiste                             | William Stewart                        | 33        | -      | -      | -      | 9 120     | 0,28 %  |      |
|       | Libertarien                            | Terry Coughlin                         | 15        | -      | -      | -      | 4 437     | 0,13 %  |      |
|       | Ligue du Crédit social                 | Alcide Hamelin                         | 13        | -      | -      | -      | 4 146     | 0,13 %  |      |
|       | Indépendants                           | Indépendants                           | 17        | -      | -      | -      | 4 093     | 0,12 %  |      |
|       | Parti travailliste nord-américain (en) | Parti travailliste nord-américain (en) | 3         | -      | -      | -      | 424       | 0,01 %  |      |
| Total | Total                                  | Total                                  | 456       | 117    | 125    |        | 3 306 397 | 100 %   |      |

### Répartition des sièges
| Parti progressiste-conservateur | Nouveau Parti démocratique | Parti libéral | Libéral-travailliste |
| 51 sièges                       | 38 sièges                  | 35 sièges     | 1 siège              |
| ^                               |                            |               |                      |
| minorité                        |                            |               |                      |